# Варнке, Юрген
Ю́рген Ва́рнке (нем. Jürgen Warnke, 20 марта 1932 — 27 апреля 2013) — немецкий политик, бывший министр транспорта и экономического сотрудничества.
После аттестата зрелости в 1950 изучал юриспруденцию и политэкономию в Мюнхене, Женеве и Вюрцбурге. В 1958-м был удостоен докторской степени за работу «Внутрипартийная демократия и её реализация во французских политических партиях».
Член ХСС с 1958 года.
С 1962 по 1970 год Варнке входил в состав баварского ландтага. Членом немецкого бундестага был с 1969 по 1998 годы. Там он был от 1969 до 1980 председателем комиссии бундестага по торгово-политическим соглашениям и с 1980 по 1982 год заместителем председателя фракции бундестага ХДС/ХСС.
После прихода к власти Гельмута Коля, 4 октября 1982 года Варнке вошел в состав федерального правительства, как министр экономического сотрудничества и развития. После выборов в бундестаг 1987 года возглавил министерство транспорта. В ходе внутриправительственных перестановок в апреле 1989 года ему вторично довелось стать министром экономического сотрудничества и развития. По прошествии федеральных выборов 1990 Варнке от 18 января 1991 года выбыл из федерального правительства.